# علم قود العساكر
علم قود العساكر والجيوش، بعبارة صاحب أبجد العلوم، هو علم باحث عن ترتيب العساكر ونصب الرؤساء لضبط أحوالهم وتهيئة أرزاقهم وتمييز الشجاع عن الجبان والقوي عن الضعيف. ومن آدابه أن يحسن إلى الأقوياء والشجعان فوق إحسان الضعفاء من الأقران ثم يستميل قلوب الشجعان بأنواع اللطف والإحسان ويهيئ لهم ألبسة الحروب وما يليق بهم من السلاح ثم يأمر كلا منهم بالزهد والصلاح ليفوز بالخير والفلاح ويأمرهم أن لا يظلموا أحدا ولا ينقصوا عهدا ولا يهملوا ركنا من أركان الشريعة فإنه إلى استئصال الدولة ذريعة أي ذريعة. ذكره أبو الخير ومثل له مثالا في موضوعاته ومثله في مدينة العلوم، قال وفي كتاب الأحكام السلطانية للماوردي ما يكفي في هذا الباب.